# Humanes Enterovirus 71
Das Humane Enterovirus 71 (auch Enterovirus 71, EV71, EV-71 oder HEV-A71) ist ein Virus-Subtyp der Spezies Enterovirus A in der Gattung Enterovirus, Familie Picornaviridae, das den Menschen infizieren kann. Die Infektion verläuft meist asymptomatisch, kann aber auch die Hand-Fuß-Mund-Krankheit auslösen. Selten sind schwere neurologische Komplikationen, wobei die Hirnstamm-Enzephalitis mit einem neurogenen Lungenödem einhergehen kann und eine hohe Letalität besonders bei Kindern unter zwei Jahren aufweist und selten ohne schwere verbleibende neurologische Störungen ausheilt, und die akute, der Kinderlähmung ähnliche schlaffe Lähmung, die auch meist mit bleibenden Lähmungen einhergeht.

## Entdeckung
EV71 wurde erstmals 1969 als Erreger einer aseptischen Meningitis und Enzephalitis in Kalifornien entdeckt. Später wurden erste Epidemien mit schweren neurologischen Erkrankungen 1975 in Bulgarien und 1978 in Ungarn beschrieben. Die erste große Epidemie wurde dann 1997 aus Malaysia berichtet, bei der 41 Kinder starben. Im Folgejahr kam es zu einer Erkrankung bei 1,5 Millionen Taiwanern, mit 78 Toten. Seither werden regelmäßig große Epidemien aus Südostasien und dem Pazifikraum gemeldet, so aus Singapur, Brunei, Japan, Vietnam, Hongkong, Südkorea, Thailand, Kambodscha, den Philippinen und jährlich aus China, aber auch aus Frankreich. Es wird geschätzt, dass im ersten Jahrzehnt des 21. Jahrhunderts weltweit sechs Millionen Menschen an einer EV71-Infektion erkrankten und über 2000 daran starben.

## Merkmale
Das Humane Enterovirus 71 ist ein unbehülltes Einzel(+)-Strang-RNA-Virus = ss(+)RNA. Dieses Virus ist weltweit verbreitet und der Mensch ist als sein einziger Reservoirwirt nachgewiesen. Es tritt in gemäßigten Klimazonen jahreszeitlich vor allem im Spätsommer und Herbst auf.
Das HV71 wird nach der Nukleotidsequenz des variablen Strukturproteins VP1 in vier genetische Linien aufgeteilt (A, B, C und D), mit weiteren Unteraufteilungen. Dabei treten immer wieder neue Linien auf, die oft bis fünf Jahre zirkulieren, bevor sie größere Epidemien auslösen.

## Übertragung
Eine Übertragung des Erregers erfolgt direkt von Mensch zu Mensch durch Kontakt mit Körperflüssigkeiten wie Speichel, Tröpfchen, dem Sekret aus Bläschen oder fäkal-oral, wobei die Erreger über die Mundschleimhaut oder den Dünndarm eindringen und über die regionalen Lymphknoten nach drei Tagen in die Blutbahn gelangen (Virämie). Weiterhin ist auch eine Übertragung über mit Speichel oder Stuhl kontaminierte Oberflächen möglich.

## Impfung
Aufgrund der zunehmenden Ausbreitung mit möglichen tödlichen Komplikationen, der fehlenden antiviralen Therapie und unzureichenden Prävention besteht ein großer Bedarf an einem Impfstoff. Die ersten drei Studien zu drei verschiedenen monovalenten Impfstoffen aus China erschienen 2014 und zeigten eine Immunität von über 98,8 % bei Kindern nach der zweiten Impfung bei geringen Komplikationen, allerdings ausgerichtet auf die in China dominierenden genetischen Linien des EV71.